# Kathleen Battle
Kathleen Battle (Portsmouth, Ohio, 13 de agosto de 1948) é uma soprano lírica norte-americana, conhecida pela sua voz ágil e leve e seu tom puro. Battle inicialmente tornou-se conhecida pelo seu trabalho em concertos, em performances com as maiores orquestras durante a primeira metade da década de 1970. Ela fez sua estreia operística em 1975. Battle expandiu seu repertório a papéis para soprano lírico leggero e soprano lírico coloratura durante as décadas de 1980 e 1990. Atualmente ela não aparece mais em produções operísticas, mas continua ativa em recitais e concertos.

## Biografia

### Primeiros anos
Kathleen Battle nasceu em Portsmouth, Ohio, Estados Unidos. A mais jovem irmã de sete crianças. Seu pai foi um metalúrgico e sua mãe foi uma participante ativa em um coral gospel de uma igreja Episcopal Africana Metodista. Battle estudou na Escola Portsmouth, onde seu professor de música e mentor foi Charles Phil Varney. Battle sempre foi uma boa aluna, chegando a ganhar uma bolsa de estudos da Universidade de Cincinnati, onde estudou no Conservatório de Música, onde estudou canto com Franklin Bens e também trabalhou com Italo Tajo .
Em 1971, Battle embarcou em uma carreira de professora de canto em Cincinnati, onde deu aulas em escolas públicas. Em 1972, em seu segundo ano como professora de canto, um amigo e membro do coro da igreja telefonou para Battle e informou que o maestro Thomas Schippers estava fazendo audições em Cincinnati. Em sua audição, Schippers pediu para ela cantar a parte solista para soprano de Ein deutsches Requiem de Johannes Brahms, no Festival dos Dois Mundos em 1972 em Spoleto, Itália. Sua performance aconteceu no dia 9 de julho, marcando o começo de sua carreira profissional.

## Carreira
Durante alguns anos, Battle cantou em muitos concertos em Nova Iorque, Los Angeles e Cleveland. Em 1973 ela foi premiada com um suporte de carreira pela Fundação de Música Martha Baird Rockefeller. Thomas Schippers introduziu Kathleen Battle a seu maestro e colega James Levine, que selecionou Battle para cantar Mater Glorioso na Oitava Sinfonia de Gustav Mahler, com a Orquestra Sinfônica de Cincinnati, no Festival de Maio em 1974. Este foi o começo de uma amizade pessoal e profissional entre Battle e Levine, que resultou em muitas gravações e performances em recitais e concertos, incluindo apresentações em Salzburgo, Ravinia e no Carnegie Hall.
Battle fez sua estreia operística em 1975 como Rosina em Il barbiere di Siviglia com a Ópera do Teatro de Michigan. Ela fez sua estreia com a Ópera da Cidade de Nova Iorque no ano seguinte, como Susanna em [[Le nozze di Figaro de Wolfgang Amadeus Mozart e em 1977 fez seus débuts na Ópera de São Francisco, como Oscar em Un ball in maschera de Giuseppe Verdi e no Metropolitan Opera House como Shepherd em Tannhäuser de Richard Wagner. A última performance conduzida por James Levine. Battle fez sua estreia no Festival Glyndebourne cantando Nerina em La fedeltà premiata de Joseph Haydn em 1979.

### Década de 1980
Durante a década de 1980, Battle apresentou-se em recitais, trabalhos corais e óperas. Seu trabalho continuou a ser apreciado nas mais importantes casas do mundo. Em 1980 ela fez sua estreia na Ópera de Zurique como Adina em L'elisir d'amore de Gaetano Donizetti. Em 1982 ela fez sua estreia no Festival de Salzburgo em Così fan tutte, seguido de três dias de apresentações nos concertos Mozart Matinee. Em 1985, ela foi a soprano solista da Missa de Coroação de Wolfgang Amadeus Mozart na Basílica de São Pedro no Vaticano durante uma missa comandada por João Paulo II, com a Filarmônica de Viena, conduzida por Herbert von Karajan. No meso ano ela fez sua estreia no Royal Opera House como Zerbinetta em Ariadne auf Naxos]]. Em 1987 ela foi convidada por Karajan para cantar a Valsa da Primavera de Johann Strauss no Concerto de Ano Novo de Viena, a única performance de Karajan televiosionada internacionalmente. Na ópera, ela cantou vários papéis, como Oscar na Ópera Lírica de Chicago e a tão aclamada Semele de Georg Friedrich Händel no Carnegie Hall. Ela retornou a Salzburgo várias vezes para cantar Susanna, Zerlina e Despina.
Battle tornou-se uma soprano prestigiada no Metropolitan Opera House na década de 1980, cantando aproximadamente 150 vezes com a companhia em 13 óperas diferentes. Ela apresentou-se também na Ópera de São Francisco, Covent Garden, Grande Teatro de Gênova, Ópera Estatal de Viena e na Ópera Alemã de Berlim.

### Década de 1990
Em 1990, Battle e Jessye Norman apresentaram um programa espiritural no Carnegie Hall, com James Levine conduzindo. No mesmo ano, ela retornou ao Covent Garden para cantar Norina em Don Pasquale e apresentou uma série de recitais solo na Califórnia, aparecendo também no Hollywood Bowl com a Filarmônica de Los Angeles. O recital solo no Carnegie Hall veio em 27 de abril de 1991, como parte do Festival do Centenário da casa. Acompanhada pelo pianista Margo Garrett, ela cantou árias e músicas de Händel, Mozart, Franz Liszt, Sergei Rachmaninoff e Richard Strauss.
Ela apresentou uma variedade de papéis das óperas de Mozart, Donizetti e de Gioacchino Rossini e fez sua estreia como Marie em La fille du régiment de Donizetti na Ópera de São Francisco (1993). Entre 1990 e 1993, ela apresentou-se em muitas produções no Metropolitan Opera House, como Il barbiere di Siviglia (1990), Die Zauberflöte (1991 e 1993), L'elisir d'amore (1991, 1992, 1991, com o tenor Luciano Pavarotti).

### Presente
Em agosto de 2000,  apresentou um programa só com obras de Franz Schubert em Ravinia. Em junho de 2001 ela e sua colaboradora, a soprano Jessye Norman apresentaram Mythodea de Vangelis no Tempo Zeus do Olímpo em Atenas, Grécia. Em julho de 2003 ela apresentou-se com Denyce Graves, Bobby McFerrin e a Orquestra Sinfônica de Chicago em Ravinia. Em 2006 ela e James Ingram cantaram They Won't Go When I Go em tributo a Stevie Wonder. Em julho de 2007 debutou no Festival de Música de Aspen apresentando um programa com músicas de George Gershwin.
Em dia 16 de abril de 2008 cantou para o Papa Bento XVI, na ocasião da Visita Papal a Casa Branca. Essa marcou como a sua segunda apresentação para um papa, a primeira foi para João Paulo II em 1985).
Atualmente Battle continua se apresentando em recitais e concertos.

## Repertório
Battle apresentou e gravou as obras de Johann Sebastian Bach, Vincenzo Bellini, Johannes Brahms, Henry Bishop, Gaetano Donizetti, Manuel de Falla, Gabriel Fauré, Charles Gounod, Georg Friedrich Händel, Franz Liszt, Gustav Mahler, Felix Mendelssohn, Wofgang Amadeus Mozart, Francis Poulenc, Jean-Philippe Rameau, Camille Saint-Saëns, Franz Schubert, Richard Wagner, Jules Massenet, Gioacchino Rossini, Joseph Haydn, Alban Berg, Robert Schumann, Johann Strauss II, Richard Strauss, Heitor Villa-Lobos, entre tantos outros.

## Maiores colaboradores
Battle trabalhou com os maiores maestros, entre eles Herbert von Karajan, Riccardo Muti, Zubin Mehta, Seiji Ozawa, Claudio Abbado, Georg Solti, Carlo Maria Giulini. Ela apresentou-se com as maiores orquestras, incluindo a Filarmônica de Nova Iorque, a Orquestra Sinfônica de Chicago, a Orquestra Sinfônica de Boston, a Orquestra da Filadélfia, a Orquestra de Cleveland, a Filarmônica de Los Angeles, a Filarmônica de Berlim, a Filarmônica de Viena e a Orquestra de Paris.
Cantou ao lado dos maiores cantores da história, como Plácido Domingo, Luciano Pavarotti, Thomas Hampson, Frederica von Stade, Jessye Norman, Leo Nucci, entre outros.